# مغارة جوعيت
مغارة جوعيت هي مغارة طبيعية في سوريا، في قرية جوعيت منطقة الشيخ بدر

## موقع المغارة
تقع المغارة على بعد 7 كيلو متر جنوب منطقة الشيخ بدر، في قرية جوعيت. يحدها من الجهة الشمالية قريتي حميص والفندارة ومن الجهة الجنوبية قرية القليعات وقرية كرفس ومن الجهة الشرقية قرية بشمس ومن الجهة الغربية قرية كفرية وقرية الديريني .
وتحيط بها غابة كثيفة الأشجار، وشلالات صغيرة.

## وصف المغارة
يمكن الدخول للمغارة من معبرها الوحيد الضيق، وتمتد بتجويف مستقيم تتخلله بعض التعرجات الخفيفة والانحدار البسيط، لتبدأ بالاتساع بكامل مسارها الداخلي، تشكلت فيها عدة تفرعات مليئة بالصواعد والنوازل الشبيهة بالثريات من حيث أشكالها وأحجامها وطريقة تشكلها.
وتتمبيز بالتشكيلات الصخرية الزبدية الشبيهة بالحبوب والنادرة عالميا.
بعد 90 متر من مدخل المغارة، تنتهي ببحيرة، وحين الغطس عبر فتحة في البحيرة، ومن ثم الزحف حوالي ثلاثين متراً يمكن الوصل إلى بهو المغارة المتسع لأكثر من /3000/ متر تمتد تحت مدينة «الشيخ بدر» نفسها.
وبعد الدخول والزحف يمكن الوصول إلى بهو صالة رائع بتشكيلاته الكثيفة سميت «صالة الاستقبال»، وبعد المسير تظهر الصالة تلو الصالة ومنها درب «النازل العملاق»، و«الكلكة»، و«الحلقة المذهلة»، و«الشلال الأحمر»، و«جدار السهام»، و«صالة الحبوب»، يوجد فيها ثلاث بحيرات.

## بعثات استكشافها
- البعثة البلغارية التي قدمت عام 1995 لاكتشافها ولكنها لم تستطع الولوج لأكثر من 2 كلم، إذْ وصلت إلى أربعة تجاويف وبقيت نهايتها غير معروفة.
- الدكتور سعيد إبراهيم، جامعة طرطوس، كلية الآداب، قسم الجغرافيا.
- الباحث السوري إياد السليم دخل لحوالي /3000/ متر.[3]
- كما تم العثور من قبل فرق استكشافية على لقى وآنية فخارية بسيطة الشكل تعود حسب التقديرات إلى أربعة آلاف سنة قبل الميلاد، وهو زمن انسان الكهوف «عصر الأوروك».